# Paul Reeve
Paul Reeve – angielski producent muzyczny. 
Wspólnie z John Leckiem wyprodukował pięć utworów na uznanym przez krytyków debiutanckim albumie Muse, Showbiz. 
Reeve pracował jako główny inżynier w The Airfield Studios w Kornwalii, często przebywał również w Samwills Studios oraz londyńskim Air Studios. Miał tam okazję współpracować z wysoko cenionymi i uznanymi producentami - wspomnianym Johnem Leckiem, a także Johnem Cornfieldem, Samem Williamsem i Chrisem Allisonem. Obecnie mieszka w Kornwalii.
Jako producent ma na koncie współpracę z takimi artystami, jak:
- Beta Band
- Muse
- Steve Harley
- Ruarri Joseph
- Razorlight
- Supergrass

Reeve wyprodukował również debiutanckie EP Muse, Muse i Muscle Museum, z których trzy piosenki, "Uno", "Muscle Museum" oraz "Unintended", zostały później wydane jako single promujące płytę Showbiz.
Oprócz współprodukcji Showbiz i Absolution, Paul współprodukował oraz miksował także znaczną część b-side'ów z albumu Muse, Hullabaloo Soundtrack.